# ルビアー

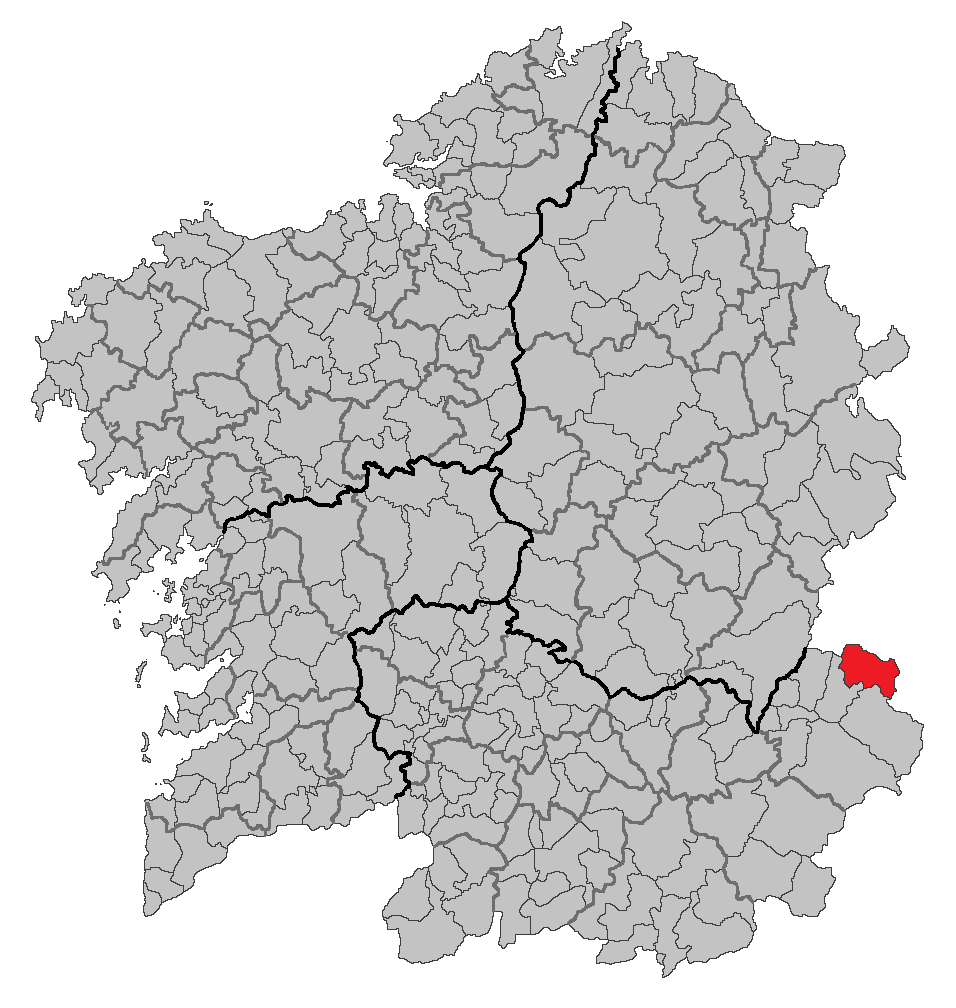

ルビアー（Rubiá）はスペイン、ガリシア州、オウレンセ県の自治体。コマルカ・デ・バルデオーラスに属する。ガリシア統計局によると、2011年の人口は1,561人（2009年：1,585人、2003年：1,716人）。住民呼称はrubiao/-iá。カスティーリャ語表記はRubiana（ルビアーナ）。
ガリシア語話者の自治体住民に占める割合は96.49％（2001年）。

## 地理
ルビアーはオウレンセ県の最東北部に位置し、コマルカ・デ・バルデオーラスに属する。北と東はカスティーリャ・イ・レオン州のレオン県と接し、南はカルバジェーダ・デ・バルデオーラスと、南から西にかけてはオ・バルコ・デ・バルデオーラスの各自治体と隣接、自治体の中心地区はルビアー教区のルビアー地区。
ルビアーはオ・バルコ・デ・バルデオーラス司法管轄区に属す。

### 人口
住民は10の教区の18の地区（集落）に居住する。
| ルビアーの人口推移 1900－2010                           |
|                                                         |
| 出典:INE（スペイン国立統計局）1900年 - 1991年、1996年 - |

## 政治
自治体首長はガリシア国民党（PPdeG）のエリーアス・ロドリゲス・ヌーニェス（Elías Rodríguez Núñez）、自治体評議員はガリシア国民党：6、ガリシア社会党（PSdeG-PSOE）：3となっている（2011年5月22日の自治体選挙結果、得票順）。
| 1999年6月13日自治体選挙 |        |        |          |
| 政党                    | 得票数 | 得票率 | 獲得議席 |
| PSdeG-PSOE              | 653    | 47.18% | 5        |
| PPdeG                   | 566    | 40.90% | 4        |
| BNG                     | 126    | 9.10%  | 0        |
| UO                      | 30     | 2.17%  | 0        |

| 2003年5月25日自治体選挙 |        |        |          |
| 政党                    | 得票数 | 得票率 | 獲得議席 |
| PPdeG                   | 655    | 48.48% | 5        |
| PSdeG-PSOE              | 587    | 43.45% | 4        |
| BNG                     | 101    | 7.48%  | 0        |

| 2007年5月27日自治体選挙 |        |        |          |
| 政党                    | 得票数 | 得票率 | 獲得議席 |
| PPdeG                   | 789    | 60.18% | 6        |
| PSdeG-PSOE              | 428    | 32.65% | 3        |
| BNG                     | 86     | 6.56%  | 0        |

| 2011年5月22日自治体選挙 |        |        |          |
| 政党                    | 得票数 | 得票率 | 獲得議席 |
| PPdeG                   | 716    | 57.98% | 6        |
| PSdeG-PSOE              | 451    | 36.52% | 3        |
| BNG                     | 58     | 4.70%  | 0        |

## 教区
ルビアーは10の教区に分けられる。太字は自治体中心地区のある教区。 
- オ・バリオ・デ・カスカジャー（ノサ・セニョーラ・ダ･アスンシォン）
- ビオブラ（サン・ミゲル）
- コバス（サン・サルバドール）
- オウレーゴ（サン・ミゲル）
- パルドジャン（サント・エステーボ）
- オ・ポルト（サン・クリストーボ）
- ケレーニョ（サン・クリストーボ）
- オ・ロブレード・ダ・ラストラ（ノサ・セニョーラ・ダ･コンセプシォン）
- ルビアー（サンタ・マリーニャ）
- ア・ベイガ・デ・カスカジャー（サンタ・クルス）